# 연지로
연지로(Yeonji-ro)는 대한민국 경상북도 포항시 남구 연일읍 학전리에서 지곡동을 거쳐 연결하는 도로이다.
2009년 12월 1일 도로명 주소 사업에 인해 지곡로로 지정되었다.

## 노선 구간
- 삼거리 명칭 미상
  - 자명로
- 원재교
  - 영일만대로
- 터널 명칭 미상
- 삼거리 명칭 미상
  - 지곡로211번길
- 삼거리 명칭 미상
  - 지곡로

## 차로수
- 왕복 4차로